# ريتشارد وارنر
ريتشارد وارنر (بالإنجليزية: Richard Warner)‏ هو محامي وسياسي أمريكي، ولد في 19 سبتمبر 1835 في تشابل هيل في الولايات المتحدة، وتوفي في 4 مارس 1915 في ناشفيل في الولايات المتحدة. حزبياً، نشط في الحزب الديمقراطي. وقد انتخب عضو مجلس النواب الأمريكي.